# Burgerweeshuis (Breda)

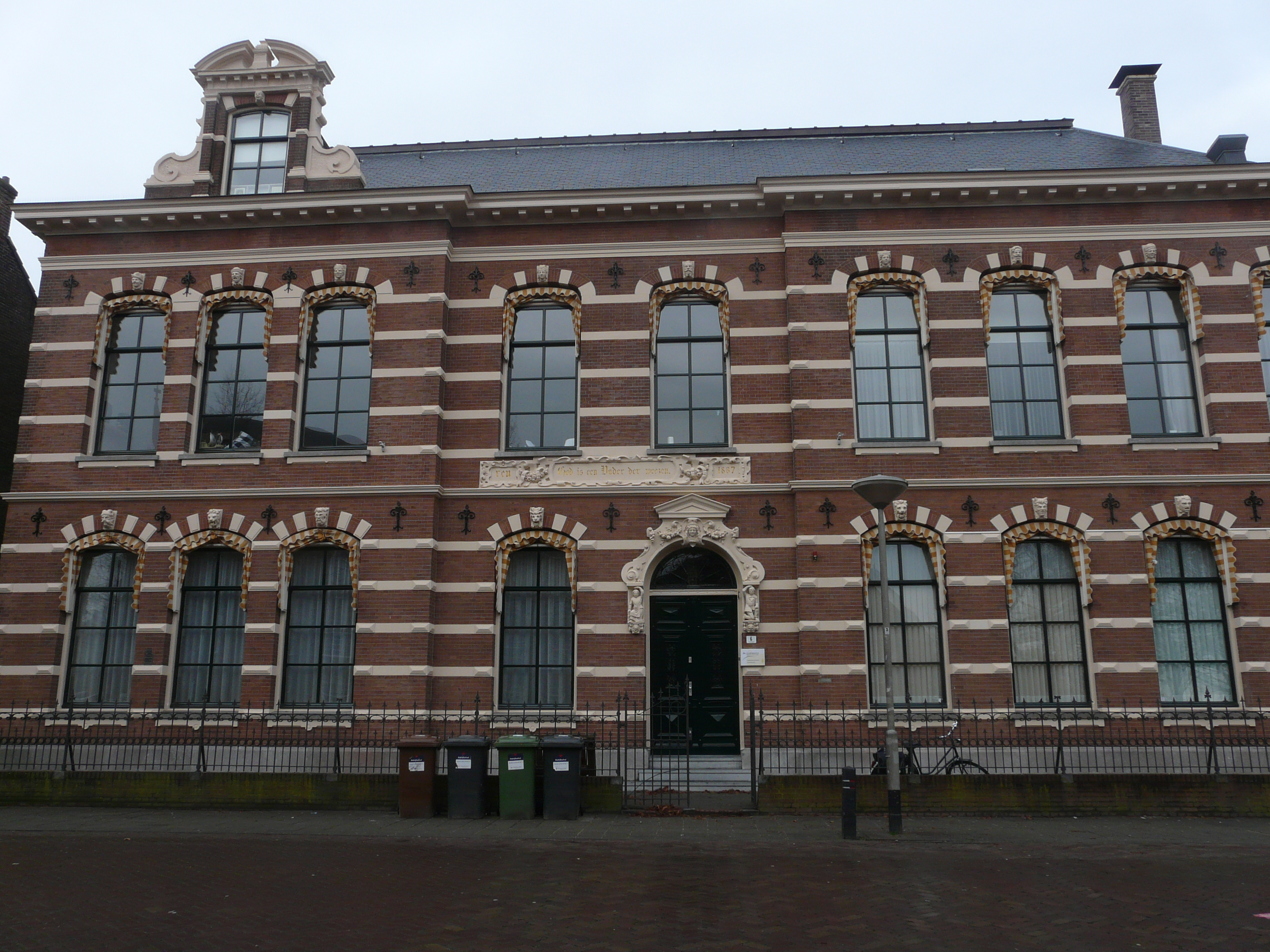

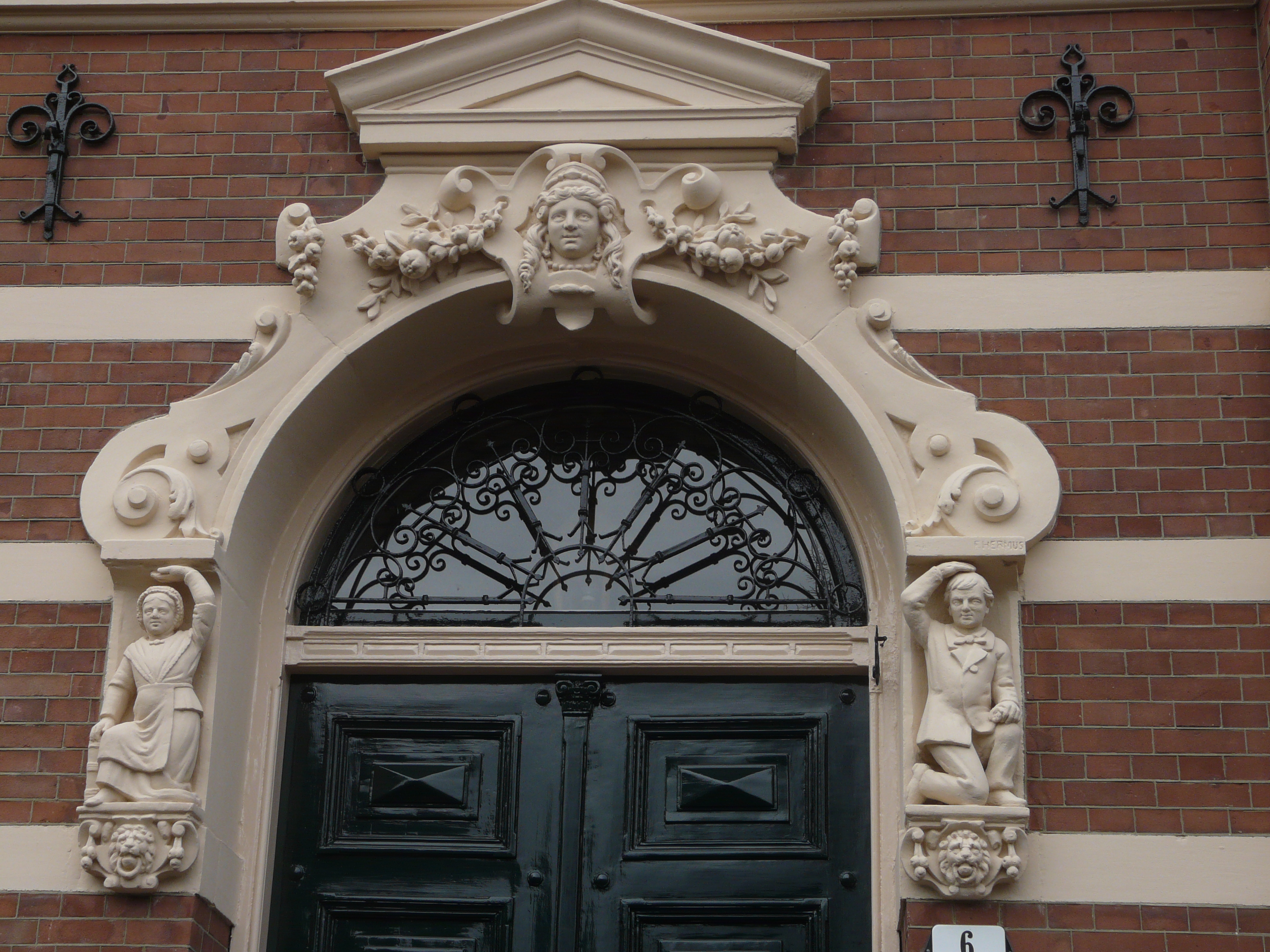
Detail ingang

Het Burgerweeshuis is een voormalig klooster en weeshuis aan Kloosterplein 6 in Breda.
Oorspronkelijk was dit een Augustinessenklooster, dat echter in 1602 opgeheven werd. Het werd in 1606 geopend als Burgerweeshuis, en later werd het een protestants weeshuis. In de loop der jaren werd er veel aan verbouwd, het laatst in 1886-1888. Toen kreeg het gebouw zijn huidige voorfront in neorenaissancestijl, ontworpen door P. van den Erve. De ingang toont de beeldjes van een weesmeisje en een weesjongen. De spreuk boven de ingang en het raam links daarvan luidt: God is een Vader der weezen.
In het interieur vindt men de regentenkamer in Lodewijk XIV-stijl. Hierin bevindt zich een rijk gesneden plafond en een schouw uit 1752. Het wapen boven de haard is van Johan van Collema, die hier als wees is opgegroeid en later een schenking aan het weeshuis deed. Het goudleerbehang stamt uit 1770.
Voorts is er de regentessenkamer in Lodewijk XVI-stijl. Ook hier vindt men een kunstig gesneden plafond en schouw. In 1781 schilderde J.H. Frederiks hier guirlandes en bloemstukken, alsmede grisailles, in trompe-l'oeil.